# Nacho Fernández
José Ignacio Fernández Iglesias (18. ledna 1990 Madrid), známý jako Nacho Fernández, je španělský profesionální fotbalista, který hraje na pozici středního obránce za arabský klub Al Qadisiyah FC a za španělský národní tým.

## Klubová kariéra
Většinu své kariéry strávil Nacho v Realu Madrid, v jehož A-týmu debutoval v roce 2011, nastoupil do více než 300 soutěžních zápasů a získal několik trofejí, včetně rekordních šesti titulů v Lize mistrů, šestkrát vyhrál Ligu mistrů jen s Francisco Gento, Luka Modrić, Toni Kroos a Dani Carvajal. Nacho získal v Realu Madrid celkem 26 trofejí a je tak v tomto měřítku historicky nejúspěšnějším fotbalistou klubu v historii (společně s Modrićem).
Dne 27. června 2024 podepsal Nacho jako volný hráč dvouletou smlouvu s klubem Al Qadisiyah FC.

## Reprezentační kariéra
Nacho je bývalý španělský mládežnický reprezentant. S týmem do 21 let vyhrál Mistrovství Evropy hráčů do 21 let 2013 v Izraeli, kde mladí Španělé porazili ve finále Itálii 4:2.
V A-mužstvu Španělska přezdívaném La Furia Roja debutoval 10. září 2013 v přátelském zápase proti týmu Chile (remíza 2:2). Ke druhému reprezentačnímu utkání nastoupil až o více než dva roky později 12. října 2015 na Národním sportovním komplexu Olympijskyj v Kyjevě v kvalifikačním utkání na EURO 2016 proti týmu Ukrajiny (výhra 1:0).
Nacho byl nominován na závěrečný turnaj mistrovství světa ve fotbale 2018. 15. června nastoupil na pozici pravého obránce v úvodním utkání skupiny B proti Portugalsku a střelou z 30 metrů vstřelil svůj první reprezentační gól při remíze 3:3. Nacho nastoupil ještě do osmifinálového utkání proti Rusku; Španělé utkání prohráli po penaltovém rozstřelu.
V březnu 2023 byl Nacho poprvé od roku 2018 povolán do španělské reprezentace na kvalifikační zápasy o EURO 2024 proti Norsku a Skotsku.
V červnu 2024 byl Nacho zařazen do španělského týmu na závěrečný turnaj Euro 2024 v Německu.

## Osobní život
Nacho má se svou manželkou čtyři děti, dva syny a dvě dcery. Od 12 let se léčí s diabetem.